# David Dellepiane
David Dellepiane, nom francisé de Davide Paolo Dellepiane, né à Gênes (Royaume d'Italie) le 16 octobre 1866 et mort à Marseille le 25 juin 1932 est un peintre et lithographe français d'origine italienne.

## Biographie
David Dellepiane, né à Gênes le 16 octobre 1866, arrive en France à Marseille avec sa famille en 1875. Son père Vittorio, garibaldien et donc opposé au roi Victor-Emmanuel II, semble avoir été obligé de quitter sa ville natale. La famille s'installe dans le quartier Saint-Jean peuplé à l'époque essentiellement de marins pêcheurs originaires du Piémont, de Gênes ou de Naples. Cette famille est composée d'artisans d'art : le grand-père est dessinateur et décorateur, la grand-mère brodeuse d'or et le père sculpteur sur bois pour la marine.
En 1880, il entre à l'École des beaux-arts de Marseille et y poursuit sa scolarité jusqu'en 1884-1885. Il fait un bref séjour à Gênes en 1884. En 1890, il habite Paris au moment où l'Art nouveau remporte un vif succès avec les affiches de Mucha. Il travaille dans la capitale sous la direction de Jules Chéret qui le forme à l'art lithographique.
À son retour à Marseille, il installe son premier atelier au quai du canal, actuellement cours Jean-Ballard. Il a pour voisins Alfred Casile, Valère Bernard, René Seyssaud, Joseph Garibaldi et Eugène Giraud. Il se lie d'amitié avec le peintre Henry Gérard avec qui il décore le Château Armieux à Salon-de-Provence.

## Œuvre

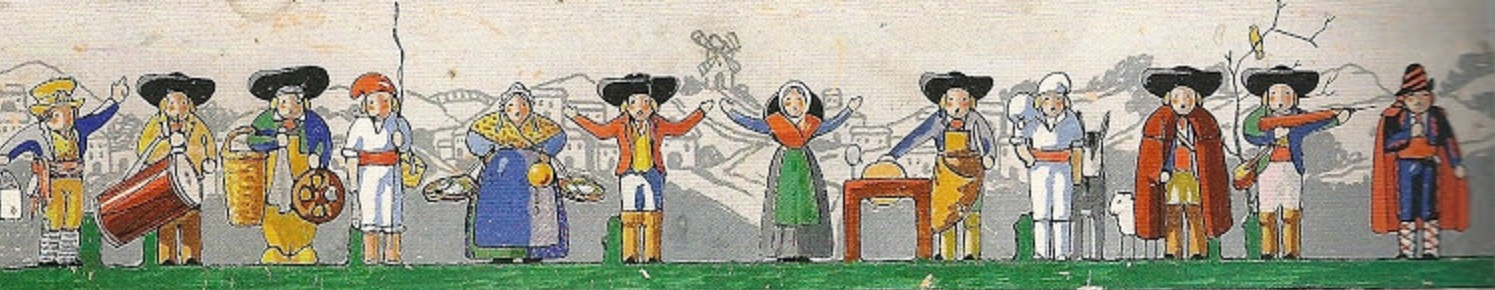
Farandole des santons, fresque non sourcée, localisation inconnue.

Il connaît le succès avec une affiche qu'il réalise en 1899 pour le 25e centenaire de la fondation de Marseille où il représente la légende de Protis et Gyptis, celle-ci est représentée revêtue de la coiffe et du riche collier de corail portés par la dame d'Elche, buste en pierre calcaire découvert le 4 août 1897 près d'Alicante (Espagne).
- Aigues mortes, Arles et la campagne, vers 1890, huile sur toile, 100 × 80 cm, Musée Regards de Provence[6]

Tableaux de ou attribuées à David Dellepiane
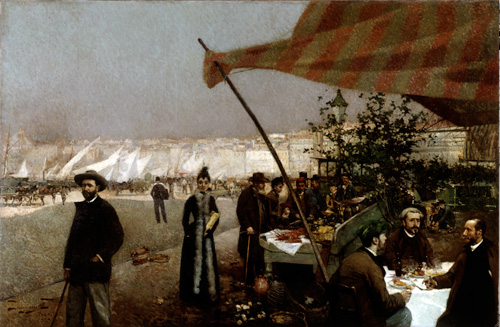
Chez Brégaillon, musée du Vieux Marseille.
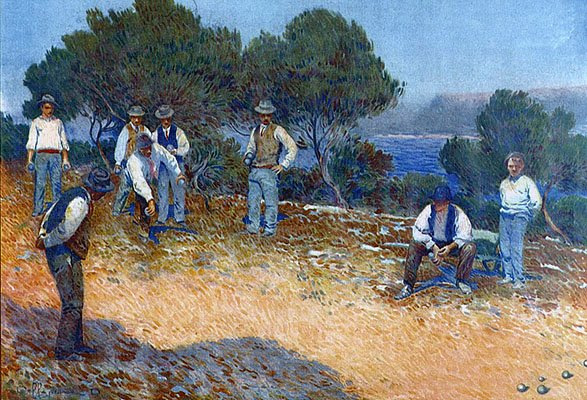
Partie de boules (attribution), localisation inconnue.
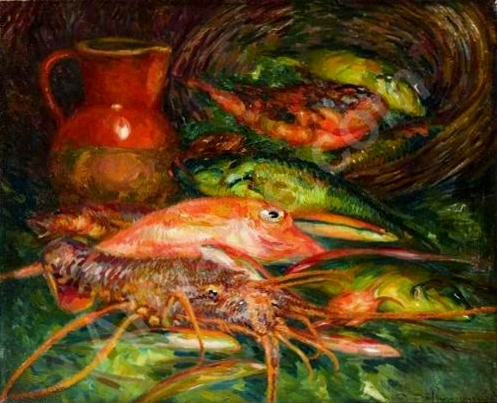
Poissons (attribution), localisation inconnue.
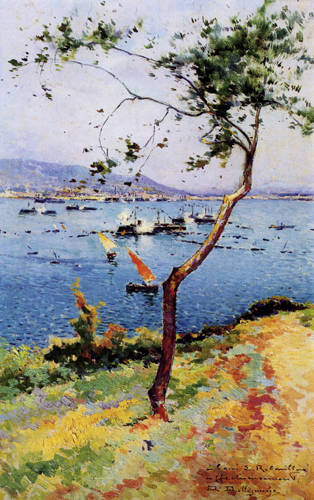
Rade de Toulon (attribution), localisation inconnue.

Affiches de David Dellepiane
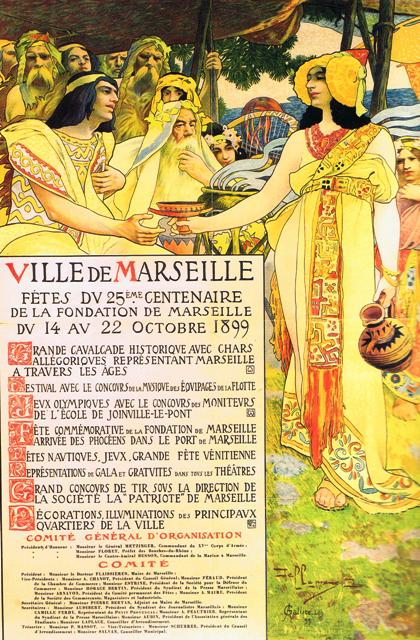
25e centenaire de la fondation de Marseille (1899).
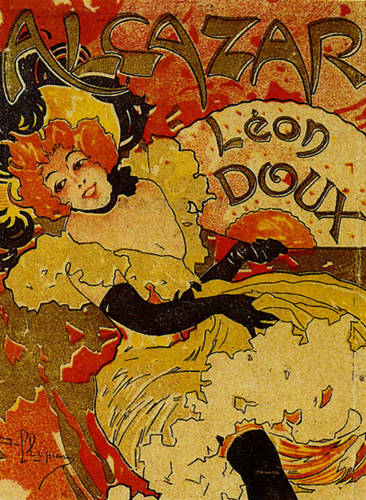
Alcazar. Léon Doux.
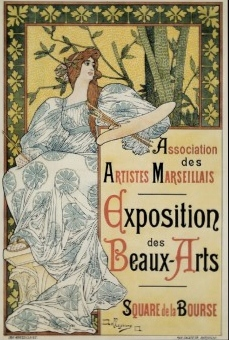
Exposition des beaux-arts de Marseille.
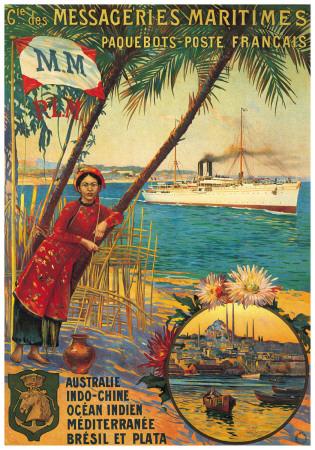
Messageries maritimes.
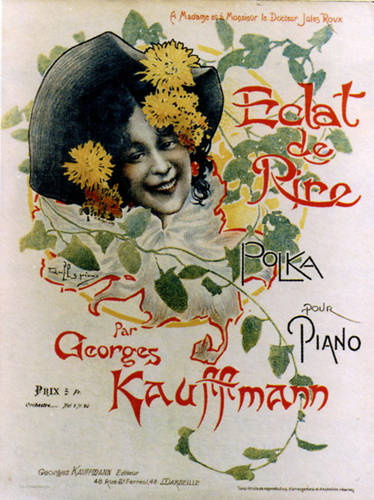
Partition Éclat de Rire.
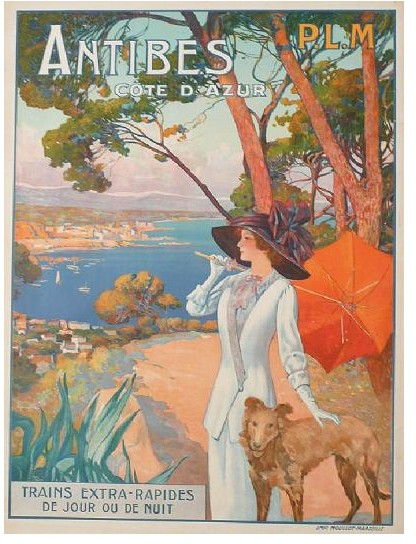
Antibes (PLM).
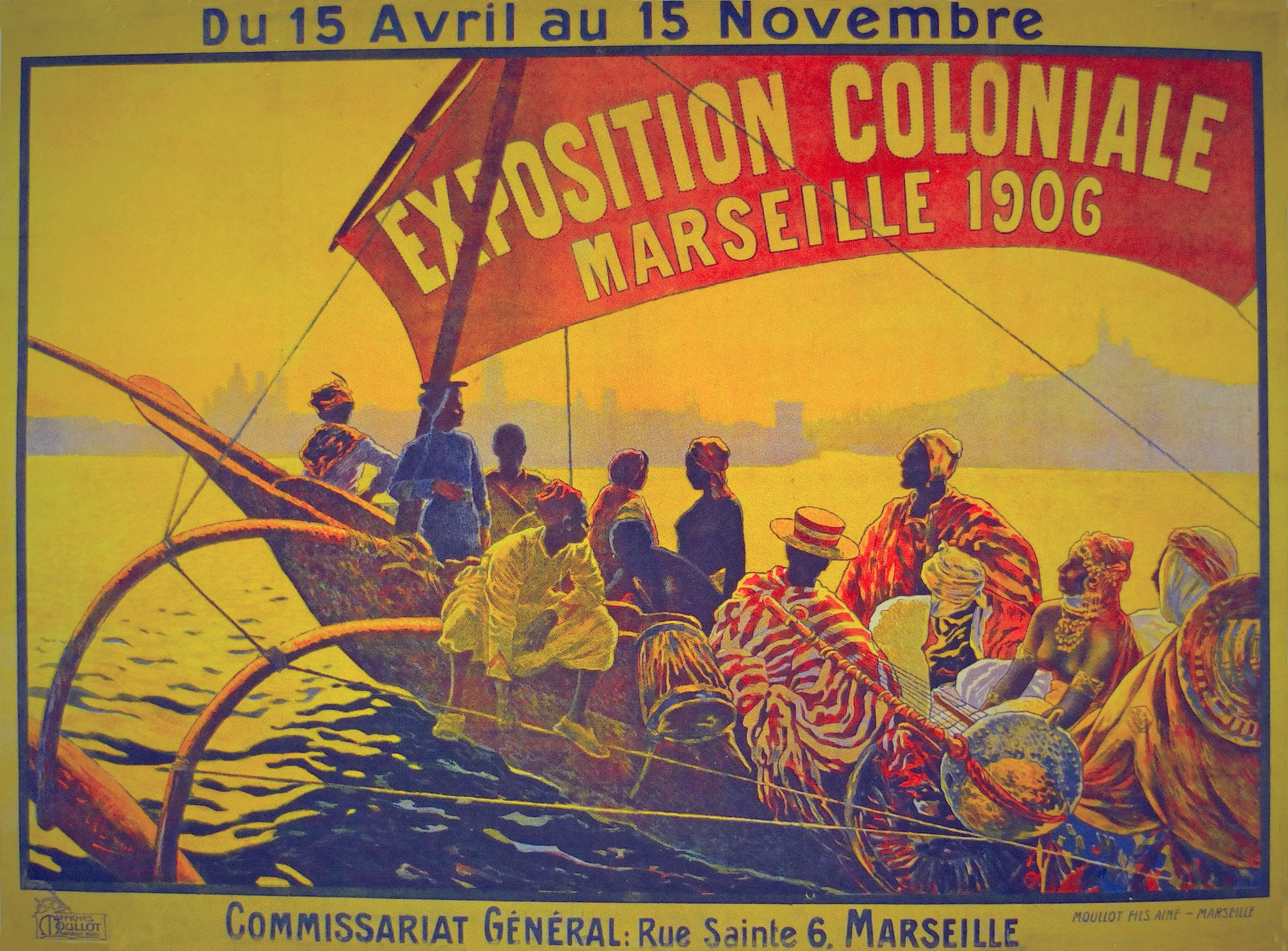
Exposition coloniale Marseille 1906.
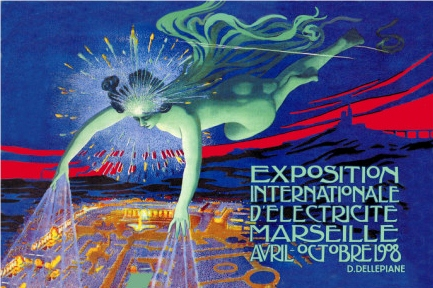
Exposition internationale d'électricité Marseille (1908).

## Hommages
Une rue du 7e arrondissement de Marseille porte son nom.